# Pallacanestro Cantù 2006-2007
Questa voce raccoglie le informazioni riguardanti la Pallacanestro Cantù nelle competizioni ufficiali della stagione 2006-2007.

## Stagione
La stagione 2006-2007 della Pallacanestro Cantù, sponsorizzata Tisettanta, è la 50ª nel massimo campionato italiano di pallacanestro, la Serie A.

## Roster
| Tisettanta Cantù 2006-2007 | Tisettanta Cantù 2006-2007 |
| Giocatori                  | Staff tecnico              |
| -------------------------- | -------------------------- |

| N. | Naz.                                              | Ruolo | Nome                 | Anno | Alt.   | Peso   |  |
| -- | ------------------------------------------------- | ----- | -------------------- | ---- | ------ | ------ |  |
| 4  | Stati Uniti (bandiera)                            | AG    | Theron Smith         | 1980 | 203 cm | 104 kg |  |
| 5  | Stati Uniti (bandiera)                            | P     | Mike Jordan          | 1977 | 183 cm | 82 kg  |  |
| 7  | Stati Uniti (bandiera)                            | AG    | Lamayn Wilson        | 1980 | 203 cm | 101 kg |  |
| 8  | Nuova Zelanda (bandiera) · Regno Unito (bandiera) | AP    | Phill Jones (C)      | 1974 | 196 cm | 96 kg  |  |
| 9  | Italia (bandiera)                                 | P     | Emanuele Della Felba | 1980 | 192 cm | 85 kg  |  |
| 10 | Stati Uniti (bandiera) · Irlanda (bandiera)       | G     | Donnie McGrath       | 1984 | 193 cm | 92 kg  |  |
| 11 | Stati Uniti (bandiera) · Italia (bandiera)        | C     | Casey Shaw           | 1975 | 208 cm | 110 kg |  |
| 12 | Uruguay (bandiera) · Italia (bandiera)            | G     | Nicolás Mazzarino    | 1975 | 181 cm | 88 kg  |  |
| 13 | Italia (bandiera)                                 | P     | Andrea Bosa          | 1988 | 185 cm | 78 kg  |  |
| 14 | Italia (bandiera)                                 | P     | Pierluigi Marzorati  | 1952 | 187 cm | 90 kg  |  |
| 15 | Italia (bandiera)                                 | AG    | Niccolò Squarcina    | 1983 | 203 cm | 92 kg  |  |
| 19 | Italia (bandiera)                                 | AC    | Paolo Conti          | 1969 | 208 cm | 101 kg |  |
| 20 | Stati Uniti (bandiera)                            | C     | Eric Williams        | 1984 | 206 cm | 127 kg |  |
| -  | Italia (bandiera)                                 | G     | Marco Arnaboldi      | 1987 | 190 cm | 85 kg  |  |
| -  | Italia (bandiera)                                 | G     | Matteo Ballarate     | 1989 | 190 cm | 85 kg  |  |
| -  | Italia (bandiera)                                 | PG    | Giacomo Bloise       | 1990 | 183 cm | 67 kg  |  |
| -  | Italia (bandiera)                                 |       | Nicola Brienza       | 1980 |        |        |  |
| -  | Italia (bandiera)                                 | AP    | Federico Pedalà      | 1990 | 193 cm | 88 kg  |  |

| Allenatore |
| - Stefano Sacripanti                                                                                            |
| Assistente/i |
| - Bruno Arrigoni - Nicola Brienza - Flavio Fioretti Legenda - (C) Capitano - (IN) Inattivo - Infortunato Roster |

## Mercato

### Sessione estiva
| Acquisti | Acquisti             | Acquisti                 | Acquisti   |
| R.       | Nome                 | da                       | Modalità   |
| -------- | -------------------- | ------------------------ | ---------- |
| AG       | Theron Smith         | Florida Flame            | definitivo |
| P        | Mike Jordan          | Cologne 99ers            | definitivo |
| AG       | Lamayn Wilson        | Cholet                   | definitivo |
| P        | Emanuele Della Felba | Pallacanestro Giulianova | definitivo |
| G        | Donnie McGrath       | Providence Friars        | definitivo |
| C        | Casey Shaw           | Gran Canaria             | definitivo |
| C        | Eric Williams        | W.F. Dem. Deacons        | definitivo |
| P        | Pierluigi Marzorati  | Free agent               | definitivo |
| AP       | Phill Jones          | Nelson Giants            | definitivo |

| Cessioni | Cessioni           | Cessioni         | Cessioni       |
| R.       | Nome               | a                | Modalità       |
| -------- | ------------------ | ---------------- | -------------- |
| AG       | Goran Jurak        | Olimpija Lubiana | fine contratto |
| G        | James Collins      | Fabriano Basket  | fine contratto |
| C        | Kebu Stewart       | Stella Rossa     | fine contratto |
| AP       | Rowan Barrett      | ASVEL            | fine contratto |
| C        | Dan Gay            | Free agent       | fine contratto |
| P        | Davide Lamma       | Free agent       | fine contratto |
| AG       | Andrea Michelori   | Virtus Bologna   | fine contratto |
| P        | Doremus Bennerman  | Free agent       | fine contratto |
| A        | Alessandro Zorzolo | Basket Como      | fine contratto |
| AP       | Phill Jones        | Nelson Giants    | fine contratto |

### Dopo l'inizio della stagione
| Acquisti | Acquisti    | Acquisti           | Acquisti        | Acquisti   |
| R.       | Nome        | da                 | Data            | Modalità   |
| -------- | ----------- | ------------------ | --------------- | ---------- |
| AC       | Paolo Conti | Castelletto Ticino | 11 gennaio 2007 | definitivo |

| Cessioni | Cessioni | Cessioni | Cessioni | Cessioni |
| R.       | Nome     | a        | Data     | Modalità |
| -------- | -------- | -------- | -------- | -------- |